# Законодательный корпус
Законодательный корпус (фр. corps législatif) — термин французского государственного права. Выражение это встречается в смысле представительного собрания с законодательной властью ещё в дореволюционной политической литературе. В эпоху революции оно применялось к Законодательному собранию, более известному под этим вторым своим названием.
- Конституция I года или Якобинская конституция 1793 года, не вступавшая в действие, предполагала представительное законодательное учреждение под названием Законодательный корпус.

- По конституции III года (1795 год) периода Директории законодательным корпусом назывались оба Совета (пятисот и старейшин), которым вверялась законодательная власть.

- По конституции VIII года периода Консулата (1799 год), так называется одно из законодательных собраний, заседавших во период Первой Империи — законодательный корпус.

- Во Вторую Империю новая Конституция (1852 год) восстановила законодательный корпус, назвав так нижнюю палату собрания.